# فريديريك يموان
فريديريك يموان (بالفرنسية: Frédéric Lemoine)‏ هو شخصية أعمال ورائد أعمال فرنسي، ولد في 27 يونيو 1965 في نويي-سور-سين في فرنسا.